# Гірнича промисловість Філіппін
Гірнича помисловість Філіппін

## Загальна характеристика
У кінці XX ст. Ф. входили до першої десятки продуцентів золота, хромітів, мідних, нікелевих руд країн Заходу. У країні також здійснюється видобуток руд заліза і марганцю, кобальту, цинку, срібла. З нерудних к.к. добувають барит, польовий шпат, глини, пірит, гірничо-хім. сировину для виробництва фосфорних і азотних добрив, морську сіль, кварц, тальк, буд. матеріали. Загалом у країні добувається 11 металічних, 34 нерудних і 2 паливних види к.к. Експлуатується тільки невелика частина покладів промислового значення (з тих що є). З поч. 80-х рр. XX ст. швидкими темпами зростає видобуток вугілля. З 1979 ведеться видобуток нафти на підводних родов. континентального шельфу. У країні нараховується бл. 30 гірничодоб. підприємств. Осн. статті експорту гірн. сировини: мідь, мідний концентрат і руда, хроміти, золото, срібло. Осн. імпортери – Японія, США, Велика Британія, країни Південно-Сх. Азії.
В кінці XX ст. частка мінерально-сировинного сектора економіки Філіппін у ВВП країни становила 1,3%, у вартісному вираженні 35,3 млрд песо (1998). Динаміка розвитку сектора позитивна. Частка рудної промисловості в загальному обсязі становила 45%. Внесок сектора в загальні надходження від експорту (29,5 млрд дол.) становив всього 2,3% через падіння цін на Cu і Au. У фізичному вираженні виробництво продукції гірничометалургійної промисловості і видобуток мінеральної сировини в 1998 р. (в дужках дані за 1997 р.) склало (в тис. т): Cu 45,38 (46,64); Ni-руд 953,5 (644,2); хроміту 9,94 (16,99); Cr-конц-тів 30,82 (81,13); Au 34038 (32199) кг; Ag 18220 (1994) кг.
На межі ХХ-XXI ст. гірничий сектор Філіппін працював нестабільно. Після раптового стрибка на 10% у 2000 р у 2001 спостерігалося падіння видобутку на 5%. Зокрема, знизився видобуток вугілля, нафти, міді, золота, сирої нафти, кар'єрного каменю, глини та інших неметалічних мінералів. Повна вартість видобутої мінеральної сировини у 2001 оцінена в PP26.92 млрд, що на 11%  менше від 2000 р – PP30.53 млрд [Mining Annual Review 2002].

## Окремі галузі
Паливно-енергетичні корисні копалини. Видобуток вугілля у 2001 р склав 1230 млн т, що на 9% менше від 2000 р - 1354  млн т. Імпорт його збільшився на 27% (г.ч. з Австралії, Індонезії, Китаю і В'єтнаму). Виробництво нафти в 2001 р теж знизилося з 417866 бар. у 2000 до 308364 бар. (-26%). Газовидобувні проєкти пов'язані з видобуванням на морі (зокрема площа Malampaya).
Компанія Shell Philippines Exploration BV здійснює проєкт глибоководного видобутку газу на північний захід від Palawan і доставку його для енергетичних потреб в Батанґу (Batangas). Проєкт охоплює 5 свердловин на шельфі. Газ стискується і передається через новий 504-км газопровід до Батанґи. Компанія Philippine National Oil Co.-Energy Development Corp. здійснює проєкт Victoria 3 на площі Tarlac (доведені запаси газу 300 млрд куб.футів). Компанії PNOC-EDC, Vulcan Industrial and Mining, Anglo Phils., Philodrill, San Jose Oil, Oriental Petroleum та Basic Consolidated інвестують в проєкт US$4.8 млн [Mining Annual Review 2002].
Хром. В кінці XX ст. Філіппіни входили в десятку найбільших світових виробників хрому. Однак динаміка його видобутку мала негативну тенденцію (у 1997-1998 рр – майже на -59%).
Золото. Видобуток Au в кінці XX ст. (1998 р.) у Філіппінах становив 34038 кг при позитивній динаміці. У загальному обсязі видобуток Au на великих власне золотодобувних підприємствах становить 25%, на малих підприємствах, включаючи старательський видобуток, 58% і попутне вилучення при переробці руд кольорових металів – 17%. Одне з найбільших підприємств – Victoria компанії Lepanto, де видобуток і переробка руди становила 64 тис. т з сер. вмістом Au 7,8 і Ag 22,2 г/т. Добування Au становило 4532 і Ag 3561 кг (1998). Компанія TVI Pacific планує збільшенням продуктивності підприємства по переробці масивних сульфідних руд Canatuan від 80 до 300 т/добу. У 2006 р. тут стане до ладу нова фабрика по переробці сульфідних руд продуктивністю 850 т/добу.
Мідна промисловість Філіппін в кінці XX ст. мала негативну динаміку і виробляла Cu у всіх формах 45,38 тис. т (1998). Одна з найбільших – компанія Philex Padcal видобувала і переробляла 6,5 млн т руди з вмістом Cu 0,39% і Au 0,82 г/т, виробництво концентратів становило 85,37 тис. т з вмістом Cu 22,78 тис. т. Інші компанії підгалузі: Manila Mining, Maricalum (Cu в конц-тах відповідно 4,73 та 19,04 тис. т), Atlas Cons. Mines (планує відновити ГЗК в Толедо проєктною продуктивністю 50 тис. т Cu і 930 кг Au на рік), Benguet (будує ГЗК Kinking проєктною потужністю 70 тис. т Cu і 12440 кг Au на рік), WMC (розробляє родов. Cu-Au-руд Тампакан в районі Котабато, ресурси якого - 90 млн т із вмістом Cu 0,75% та Au 0,35 г/т).
Нікель і кобальт. Нікелева промисловість Філіппін в кінці XX ст. динамічно розвивалася. Так видобуток Ni-руд в 1998 зріс в рорівнянні з 1997 на 48% до 953,5 тис. т.
Норвезька компанія Mindex Resources Development будує на о.Міндоро ГМК проєктною продуктивністю 40 тис. т Ni та 3 тис. т Co на рік. Компанія Compline Resources до 2000 р. реконструювала нікелеве гірничо-металургійне підприємство Nonoc. Компанія ПАР Implats придбала 25% інтересу в гірничометалургійному підприємстві з видобутку і переробки латеритних Ni-Co-руд Nonoc. Проєктна продуктивність 41 тис. т Ni і 4 тис. т Co на рік з плановим терміном експлуатації 40 років. Ресурси руди на родовищі, що залучається до розробки, оцінюються в 144 млн т з середнім вмістом Ni 1,1 і Co 0,11% [Mining J. - 2000. - 334, 8572. - Р. 176].
Поліметали. Канадська компанія TVI Pacific станом на 2000 р будує поліметалічне гірничозбагачувальне підприємство Canatuan на острові Мінданао в Філіппінах. Першою чергою підприємства планується видобуток і переробка окиснених руд з продуктивністю 500 т/добу з вилученням Au і Ag. Другою чергою передбачається будівництво збагачувальної фабрики по переробці сульфідних руд продуктивністю 850 т/добу з виробництвом Cu- і Zn-конц-тів [Mining J. - 2000. - 335, 8592. - Р. 39].
Загалом, на початку XXI ст. у Філіппінах експлуатується тільки невелика частина покладів корисних копалин промислового значення. Мідна руда добувається в основному на о.Себу і в південній частині о.Негрос; золото – на півночі Лусона і в північно-східній частині Мінданао; залізняк – на о.Самар і на півд.-сході Лусона; хроміт – на заході Лусона і в північній частині Мінданао; нікель – на північному сході Мінданао; вугілля – на о.Себу і на заході Мінданао.

## Геологічна служба. Наукові установи. Підготовка кадрів. Друк
Розвиток гірн. промисловості та науки в країні курує Бюро (Управління) гірн. розробок і геол. наук (засн. у 1936 в Манілі). Воно керує геол. службами, контролює використання нац. мінеральних ресурсів, оцінку родов. к.к., проводить дослідження в галузі геології і металургії. У країні є також Філіппінське товариство гірн. справи, металургії і гірн. інженерів (засн. у 1940 в Манілі). Держава координує наук. дослідження в галузі геології і гірн. справи через Нац. управління розвитку науки і технології, створене у 1958 в Манілі, а також через Філіппінську нац. раду досліджень, засн. в Манілі в 1934. Підготовка геологів і гірн. інженерів здійснюється в приватному Технологічному інституті Мапуа в Манілі (засн. в 1925) на ф-тах технології гірн. справи і металургії та геол. ф-ті, а також в університеті Адамсона в Манілі (засн. в 1938) на відділенні геології і гірн. техніки і відділенні природничих наук.